# 王藻文
王藻文（？—1929年）。河北省张家口人。中国共产党早期领导人。
早年参加京绥铁路工人总罢工，后担任京绥铁路总工会委员长。1926年，担任天津市总工会主席。1928年，任中共顺直省委员会书记。后当选中共第六届中央委员。1929年，变节后被顺直省委派人加以惩处，受重伤去世。